# Rhinolophus ziama
Rhinolophus ziama là một loài động vật có vú trong họ Dơi lá mũi, bộ Dơi. Loài này được Fahr, Vierhaus, Hutterer, & Kock mô tả năm 2002.